# Сидней
Си́дне́й (англ. Sydney, произносится [ˈsɪdni] произношениео файле) — старейший, наибольший по населению и второй по площади город Австралии площадью 12 144,6 км², население которого по переписи 2020 года составляло 5 367 206 человек. Сидней является столицей штата Новый Южный Уэльс. Город был основан в 1788 году Артуром Филлипом, который прибыл сюда во главе Первого флота, и являлся местом первого колониального европейского поселения в Австралии. Город был назван колонистами в честь лорда Сиднея, бывшего на тот момент министром колоний Великобритании.

## Описание
Сидней располагается на юго-восточном побережье Австралии. Поселение строилось на берегу круглой маленькой бухты — Сиднейской (англ. Sydney Cove), расположенной в средней части протяжённой бухты Сидней-Харбор — южного ответвления залива (гавани) Порт-Джэксон, отделённого узким проливом (~ 1 км) от Тасманова моря. В дальнейшем город строился к югу от бухты Сидней-Харбор (она длиной до 20 км при ширине от 1 до 3 км и глубине до 50 м), а затем и вокруг неё. Это послужило причиной того, что Сидней часто называют «Городом возле бухты» (англ. The Harbour City).
Со временем городские постройки полностью охватили залив Порт-Джэксон, включающий три бухты — Сидней-Харбор, Среднюю бухту (англ. Middle Harbour) и Северную бухту (англ. North Harbour). В настоящее время Сидней ещё более разросся и включает в себя расположенный к югу залив Ботани Тасманова моря, на северном берегу которого расположен Международный аэропорт им. Кингсфорда Смита.
Город Сидней знаменит своим оперным театром, мостом Харбор-Бридж и своими пляжами. Жилые кварталы большого Сиднея окружены национальными парками. Береговая линия (как внешняя «морская», так и внутригородская) крайне изрезана. Она изобилует многочисленными заливами, бухточками, островами и пляжами.
Согласно классификации университета Лоуборо 1999 года город относится к категории городов бета-класса. Сидней был местом проведения многочисленных международных политических и спортивных мероприятий, таких как Игры Британской империи 1938 года, Олимпийские игры 2000 года, Кубок мира по регби 2003 года. В сентябре 2007 года в Сиднее состоялась встреча лидеров стран АТЭС, в июле 2008 года здесь прошёл Международный день молодёжи.
Сидней является одним из самых многокультурных и многонациональных городов мира, что вызвано тем фактом, что город является основным местом проживания иммигрантов, прибывающих на постоянное место жительства в Австралию. Согласно исследованию Мерсер, Сидней занимает первое место в Австралии по стоимости жизни и 66 место в мире по этому показателю.

## Этимология
Город основан английскими колонистами в 1788 году и назван «Сидней» (англ. Sydney) в честь министра колоний Великобритании лорда Томаса Сиднея. В том же 1788 году, но несколькими месяцами раньше, неподалёку был заложен Порт-Джексон, вскоре поглощенный Сиднеем. Поэтому в историко-географической литературе конца XVIII—начала XIX веков нередко встречаются сочетания Порт-Джексон (ныне Сидней) или Сидней (бывший Порт-Джексон).

## История
Современные исследования, основанные на радиоизотопном анализе, свидетельствуют, что коренные жители Австралии, аборигены, впервые пришли в местность, на территории которой сейчас располагается Сидней, примерно 30 000 лет тому назад. Аборигены, населявшие эту местность, принадлежали к группе кадигал. До прихода сюда европейцев им принадлежала территория, расположенная к югу от залива Порт-Джэксон, где в наше время располагаются центральные районы города. Хотя точное количество аборигенов, проживавших в этой местности до прихода европейцев, назвать достаточно трудно, предполагается, что их было 4000—8000 человек.
В 1770 году Джеймс Кук во время своей первой кругосветной экспедиции, плывя от Новой Зеландии на запад, открыл новую землю, названную им Новый Южный Уэльс. Продвигаясь вдоль побережья на север, он высадился на полуострове Карнелл в заливе Ботани, названным им в честь ботаников Бэнкса и Соландера своей экспедиции. Экспедиция провела здесь восемь дней, обследуя флору, фауну и картографируя эти места, после чего двинулась вдоль побережья на север.
После того, как в 1776 году началась война за независимость США, американцы отказались принимать направляемых к ним каторжников из Великобритании, и британские тюрьмы стали переполняться. Парламентом и министром колоний Таунсенд (будущий виконт Сидней) (который был другом ботаника Бэнкса) было принято решение направить поселенцев-заключенных в Ботани-Бей с тем, чтобы основать там новую британскую колонию.
Первый флот, организованный военно-морскими силами Великобритании, из 11 кораблей и судов (2 военных корабля — флагман HMS Sirius, десятипушечное вооруженное торговое судно, 511 тонн, и вооруженный тендер HMS Supply 175 тонн для посыльной службы, 6 транспортов с заключенными, от 278 до 452 тонн, и 3 судна с припасами, от 272 до 378 тонн) во главе с капитаном Артуром Филлипом прибыл в Ботани-Бей в январе 1788 года. При более тщательном обследовании берегов Ботани-Бея это место было признано недостаточно пригодным для основания новой колонии, в первую очередь из-за недостатка пресной воды, соли и подверженности ветрам. Артур Филлип лично на HMS Supply обследовал расположенный всего в 12 км к северу залив Порт-Джэксон, который Джеймс Кук обозначил на карте, но детально не обследовал. Войдя в Порт-Джэксон, HMS Supply обнаружил, что это большой трёхрукавный залив. Обследовав небольшой Северный рукав (теперь это North Harbour), он затем зашел в широкий изогнутый и недоступный океаническим ветрам и волнам южный рукав залива (теперь: Sydney Harbour), где обнаружил очень удобную круглую бухточку.
26 января 1788 года весь Первый Флот перешел из Ботани в Порт-Джэксон, и бросил якорь в этой небольшой круглой бухточке, впоследствии названной Сиднейская бухточка (англ. Sydney cove), расположенной в средней части протяжённой 20-километровой Сиднейской бухты (англ. Sydney Harbour) разветвлённого залива Порт-Джэксон. Капитан Артур Филлип объявил о присоединении к Великобритании Нового Южного Уэльса, о создании здесь первого поселения, и о том, что он отныне является первым губернатором Нового Южного Уэльса. Теперь этот день — национальный праздник Австралии. Первоначально предполагалось назвать новое поселение Альбион, однако в последний момент Артур Филлип решил назвать её в честь лорда Сиднея, бывшего в то время секретарём Великобритании по делам колоний.
За Первым флотом вскоре последовал Второй, а затем и Третий. По своей сути, они ничем не отличались от Первого, так как основной целью этих экспедиций была, как и в первом случае, транспортировка заключенных из британских тюрем во вновь образованную колонию (Второй флот, правда, отметился тем, что в пути погибло много людей от цинги и других болезней).
Сидней долгое время оставался основным местом ссылки заключенных из Великобритании. Несмотря на то, что начиная с 1815 года, после окончания наполеоновских войн, свободная иммиграция начала набирать обороты, в 1820 году примерно 40 % населения составляли заключенные.
Вскоре после 1789 года среди аборигенов, населявших местность, непосредственно прилегающую к Сиднею, разразилась сильнейшая эпидемия оспы, в результате которой тысячи из них погибли.
В 1808 году в Сиднее произошёл так называемый Ромовый бунт. Он был вызван попыткой губернатора Нового Южного Уэльса Уильяма Блая, который прославился как один из основных участников событий, связанных с мятежом на корабле «Баунти», прервать монополию офицеров Корпуса Нового Южного Уэльса на спиртное. Пользуясь безграничной властью в колонии, офицеры превратили жителей практически в рабов, используя спиртное вместо денег при расчетах за товары и услуги. После долгих прений и переговоров противостояние перешло в открытую конфронтацию, которая привела к аресту и смещению с должности губернатора Блая. Этот мятеж стал единственным примером успешного вооруженного захвата власти в Австралии. После прибытия в Сидней новых воинских контингентов Корпус был расформирован, участвовавшие в бунте офицеры наказаны. Однако и губернатор Блай был смещён со своего поста и заменён на более либерального Лаклана Маккуори.

## География

### Топография
Городские районы Сиднея располагаются в прибрежной долине, которая ограничена с востока Тихим океаном, Голубыми горами с запада, рекой Хоксбери на севере и Королевским национальным парком на юге. Береговая линия изрезана многочисленными заливами и бухтами, которые образовались в результате того, что по мере потепления климата в конце ледникового периода и подъёма уровня Мирового океана, вода затопила прибрежные речные долины и ущелья невысоких гор. Залив Порт Джэксон, включающий в себя Сиднейскую бухту Сидней-Харбор, представляет собой именно такое образование и является крупнейшей естественной бухтой в мире. На территории жилых районов города насчитывается примерно 70 небольших заливов и пляжей, включая знаменитый Бондай-Бич в южной части города и пляжи Мэнли на севере. Площадь жилых районов города составляла на 2001 год 1687 км². Однако Бюро статистики Сиднея использует в своих подсчетах гораздо большую площадь, включая Голубые горы, Центральный береговой район и прилегающие к городу национальные парки. Таким образом, общая площадь большого Сиднея составляет 12 145 км².
- Мост Харбор-Бридж
- Центральная часть города
- Фотография Сиднея, сделанная из космоса. В верхней правой части снимка виден протяжённый и извилистый залив Порт-Джэксон. В южной части располагается залив Ботани

Географически Сидней находится между двумя регионами: равниной Камберленд, относительно плоской местностью к югу и западу от залива и плато Хорнсби, расположенной к северу от города. Наиболее старые исторические районы города находятся на южном берегу залива Порт Джэксон. Северное побережье начало развиваться значительно позже из-за своего более гористого рельефа и отсутствия простого доступа сюда на начальном периоде развития города. Основное сообщение с северным берегом Сидней-Харбор и удалёнными пунктами залива Порт Джэксон тогда велось (и сейчас продолжается) паромами с центральной пристани города. Она именуется «Сёркьюлар-Ки» — в переводе «Круговая пристань» либо «Циркулярная пристань» и расположена на берегу исторической Сиднейской бухточки, с которой и пошло развитие города. Ситуация с развитием северных районов города резко поменялась только после 1932 года, когда было завершено строительство моста Харбор-Бридж.

## Климат
Сидней располагается в зоне субтропического океанического климата с характерным для него умеренно жарким летом и умеренно тёплой зимой. Количество осадков, выпадающих в городе, распределяется в течение года с преимуществом в зимние месяцы. В районах города, непосредственно прилегающих к океану, климат является более ровным, однако в западных районах города, расположенных более глубоко в континентальной Австралии, часто наблюдаются более экстремальные всплески температур. Самым тёплым месяцем является январь со средней температурой воздуха 16,6—25,8 °C и средним количеством дней с температурой воздуха более 30 °C — 14,6. Абсолютный рекорд температуры был зафиксирован 18 января 2013 года во время волны сильной жары в Австралии, температура воздуха составила 45,8 °C, в пригородах до 47 °C. Мощную жару на несколько часов принес сильный горячий западный ветер, который вместе с солнцем за несколько часов разогрел город на 24 °C. При этом, на следующий день ветер сменился на обратный, и температура выше 22 °C уже не поднялась. Зимняя температура редко опускается ниже 5 °C в прибрежных районах. Самым холодным месяцем является июль со среднедневной температурой 8—16,2 °C. Рекордно низкая температура была зафиксирована в Сиднее на уровне 2,1 °C.
- Сиднейский ботанический сад
- Пруд в парке
- Пирамида «Стеклянный дом»
- Пруд
- Летучие лисицы в парке

Осадки распределены в течение года более или менее равномерно с некоторым преобладанием в первые месяцы года, когда погоду в городе определяют восточные ветры. Среднегодовое количество осадков в Сиднее составляет 1217 мм, среднее количество дождливых дней в году — 138. Снегопад был зафиксирован в центральной части города в последний раз в 1836 году. Однако выпавшая в городе в 2008 году снежная крупа, которая иногда ошибочно принимается за снег, заставляет думать, что явление 1836 года могло носить тот же характер и не было снегом. В 1947 году в Сиднее прошёл град, от которого пострадали более 1000 человек.
Хотя Сидней не сильно подвержен влиянию циклонов, Эль-Ниньо играет большую роль в формировании климата города. В зависимости от фазы это явление может стать, с одной стороны, причиной засух и лесных пожаров, с другой, провоцирует штормы и наводнения. Многие городские районы, которые располагаются в непосредственной близости от леса и буша, подвергаются непосредственной опасности лесных пожаров. Пожары были особенно сильны вблизи города в 1994 году, а также в 2001—2002 годах. Особенно пожароопасными сезонами являются весна и лето. В городе довольно часто наблюдается сильный град и сильные штормовые ветры. Один из сильнейших градов выпал на территории города в 1999 году. Он нанёс существенный урон центральным и восточным районам Сиднея. Во время этого шторма отдельные льдины, падавшие с неба, достигали размеров примерно 9 сантиметров в диаметре. Это привело к разрушениям, оценивающимся страховыми компаниями примерно в $1,7 млрд.
Сидней подвержен наводнениям, которые возникают в результате обильных дождей, выпадающих в городе в основном в зимнее и весеннее время. Обильные осадки в этот период, в свою очередь, вызваны с прохождением над территорий восточной Австралии области низкого давления. Помимо обильных осадков погода в этот период характеризуется сильными ветрами и частыми штормами на море. Самое сильное наводнение произошло в Сиднее 6 августа 1986 года, когда на город в течение 24 часов выпало 327,6 миллиметров осадков. Это наводнение привело к парализации транспорта в некоторых частях города, а также нанесло ущерб многим зданиям.
По данным Австралийского метеорологического бюро период между 2002 и 2005 годами характеризовался самыми жаркими летними месяцами с момента начала наблюдений в 1859 году. В 2004 году средний максимум дневных температур составлял 23,39 °C, в 2005 году — 23,35 °C, в 2002 году — 22,91 °C, в 2003 году — 22,65 °C. В период между 1859 и 2004 годами средний дневной максимум температур составлял 21,6 °C. Начиная с ноября 2003 года, в Сиднее было только два месяца, когда средняя максимальная дневная температура была ниже средней за период: март 2005 года (температура ниже средней на 1 °C) и июнь 2006 года (0,7 °C). Однако согласно данным Бюро, лето 2007/08 года было одним из самых холодных за всю историю наблюдений. Согласно этим данным, лето 2009/10 года было самым холодным за 11 лет, а также самым дождливым за 6 лет. Это было всего третье лето за всю историю, когда дневная температура не поднималась выше 31 °C.
| Показатель                                | Янв.  | Фев.  | Март  | Апр.  | Май   | Июнь  | Июль  | Авг.  | Сен.  | Окт.  | Нояб. | Дек.  | Год  |
| ----------------------------------------- | ----- | ----- | ----- | ----- | ----- | ----- | ----- | ----- | ----- | ----- | ----- | ----- | ---- |
| Абсолютный максимум, °C                   | 45,8  | 42,1  | 39,8  | 35,4  | 30,0  | 26,9  | 26,5  | 31,3  | 34,6  | 38,2  | 41,8  | 42,2  | 45,8 |
| Средний суточный максимум, °C             | 27,0  | 26,8  | 25,7  | 23,6  | 20,9  | 18,2  | 17,9  | 19,3  | 21,6  | 23,2  | 24,2  | 25,7  | 22,8 |
| Средний суточный минимум, °C              | 20,0  | 19,9  | 18,4  | 15,3  | 12,3  | 10,0  | 8,9   | 9,7   | 12,3  | 14,6  | 16,6  | 18,4  | 14,7 |
| Абсолютный минимум, °C                    | 10,6  | 9,6   | 9,3   | 7,0   | 4,4   | 2,1   | 2,2   | 2,7   | 4,9   | 5,7   | 7,7   | 9,1   | 2,1  |
| Среднее число солнечных часов в месяц     | 232,5 | 205,9 | 210,8 | 213,0 | 204,6 | 171,0 | 207,7 | 248,0 | 243,0 | 244,9 | 222,0 | 235,6 | 2639 |
| Норма осадков, мм                         | 91    | 132   | 118   | 114   | 101   | 142   | 80    | 75    | 63    | 68    | 91    | 73    | 1147 |
| Средняя влажность, %                      | 60    | 62    | 59    | 58    | 58    | 56    | 52    | 47    | 49    | 53    | 57    | 58    | 56   |
| Источник: Австралийское бюро метеорологии |       |       |       |       |       |       |       |       |       |       |       |       |      |

## Архитектура
В архитектурном отношении Сидней сочетает многоэтажные дома в центре и обширный частный сектор с колониальными домами с верандами вокруг него.
В городе много религиозных зданий. Христианские англиканские церкви (Святого Петра, Святого Филиппа и другие), православные Церковь Святой Софии и Петропавловский собор, католический Собор Девы Марии, крупные мечети (Мечеть Лакембы и Мечеть Оберн-Галлиполи) и Большая синагога.
Сиднейский оперный театр является объектом всемирного наследия ЮНЕСКО.

## Городское управление
В Сиднее никогда не было общего городского правительственного органа, напротив, город разделён на районы местного самоуправления (округа-префектуры) — councils, подчиняющиеся местному правительству (local government areas). Выборные советы этих округов наделены полномочиями от правительства штата Новый Южный Уэльс и имеют обширный круг обязанностей от уборки мусора до местного планирования. Округа, в свою очередь, разделены на районы — suburbs. Каждый округ выбирает себе мэра.
Мэр одного из старейших округов города, городской территории Сидней — City of Sydney, называется Лорд-Мэр Сиднея — Lord Mayor of Sydney, но отвечает только за свой округ. Правда, в некоторых случаях Лорд-Мэр может представлять весь Сидней, например, во время Олимпийских Игр.
В основном жизнь города контролируется правительством штата. Это включает в себя общественный транспорт, основные дороги, управление дорожным движением, полицию, образование выше уровня детского сада, планирование крупных инфраструктурных проектов.
Поскольку основная часть населения Нового Южного Уэльса проживает в Сиднее, правительство штата всегда неохотно делилось полномочиями с местными правительствами и даже изменяло границы округов. Так, с 1945 года границы Сити оф Сидней были изменены правительством штата по крайней мере четырежды.

В настоящее время в состав Сиднея входят 38 округов:
| Русск.       | Англ.        | Русск.          | Англ.         |
| Бёрвуд       | Burwood      | Мэрриквилл      | Marrickville  |
| Блэктаун     | Blacktown    | Хорнсби         | Hornsby       |
| Ботани-Бей   | Botany Bay   | Обурн           | Auburn        |
| Бэнкстаун    | Bankstown    | Парраматта      | Parramatta    |
| Варринга     | Warringah    | Пенрис          | Penrith       |
| Виллоби      | Willoughby   | Питтвотер       | Pittwater     |
| Вуллара      | Woollahra    | Райд            | Ryde          |
| Вэйвэрли     | Waverley     | Рокдэйл         | Rockdale      |
| Камден       | Camden       | Рэндвик         | Randwick      |
| Кантербёри   | Canterbury   | Сазэрлэнд       | Sutherland    |
| Когара       | Kogarah      | Северный Сидней | North Sydney  |
| Ку-рин-гай   | Ku-ring-gai  | Сидней          | Sydney        |
| Кэмпбэллтаун | Campbelltown | Страсфилд       | Strathfield   |
| Кэнэда Бей   | Canada Bay   | Фэйрфилд        | Fairfield     |
| Лайкардт     | Leichhardt   | Хантерз Хилл    | Hunter's Hill |
| Ливерпуль    | Liverpool    | Хёрствилл       | Hurstville    |
| Лэйн Ков     | Lane Cove    | Хиллс           | The Hills     |
| Мосман       | Mosman       | Холройд         | Holroyd       |
| Мэнли        | Manly        | Эшфилд          | Ashfield      |

## Население
Согласно переписи 2006 года, в Сиднее и его окрестностях насчитывалось 4 119 190 жителей, при этом в самом Сиднее — 3 641 422 человека. Чаще всего сиднейцы отмечали, что они австралийского, английского, ирландского, шотландского и китайского происхождения. Перепись также показала, что в Сиднее проживают 1,1 % аборигенов, а 37,7 % населения родились за пределами Австралии. 18,1 % жителей города — выходцы из Азии. Три основных источника иммигрантов — Великобритания, Китай и Новая Зеландия. За ними следуют Вьетнам, Ливан, Индия, Италия и Филиппины. Многие жители кроме английского владеют по крайней мере ещё одним языком, чаще всего китайским (кантонским или северокитайским), арабским, греческим и вьетнамским. По-русски говорили 13 220 человек, 156 из них не ответили на вопрос о своём уровне владения английским. Сидней занимает седьмое место в мире по процентному отношению жителей, рождённых за границей. Средний возраст жителей — 36 лет, 15,4 % — старше 65-ти, 15,2 % имеют как минимум диплом бакалавра.
Согласно переписи 2011 года, по-русски говорят 15 431 человек, 181 из них не ответили на вопрос об английском. В городе проживали 4 391 674 жителя. 60,9 % из них считали себя христианами, 17,6 % — не придерживаются никакой религии, 7,6 % не ответили на вопрос, 4,7 % — мусульмане, 4,1 % — буддисты, 2,6 % — индуисты, 0,9 % — иудеи и 1,6 % — представители других религий.

## Экономика
Важнейшими секторами экономики Сиднея, если судить по количеству занятых в них работников, являются сфера обслуживания, торговля, производство, здравоохранение и коммунальное обслуживание. Начиная с 1980-х годов, общая ситуация на рынке труда изменяется таким образом, что всё бо́льшее количество рабочих мест переходит из сферы производства в сферу обслуживания и сферу информационных технологий. Экономика Сиднея составляет примерно 25 процентов от всей экономики Австралии. В городе располагаются Австралийская биржа ценных бумаг (ASX) и Резервный банк Австралии, а также штаб-квартиры 90 банков и более половины крупнейших компаний страны. Сидней является основным центром Австралии, в котором располагаются региональные офисы международных компаний (их насчитывается порядка 500). Из десяти самых крупных австралийских компаний четыре имеют головные офисы в Сиднее (Caltex Australia, Commonwealth Bank, Westpac и Woolworth). Fox Studios Australia имеет в городе большую киностудию. Сиднейская биржа фьючерсов (SFE) является одной из крупнейших бирж подобного типа в австралийско-тихоокеанском регионе. Она является 12-й крупнейшей фьючерсной биржей в мире и 19-й крупнейшей, если считать оборот опционов. Согласно исследованию Forbes, в 2014 году Сидней занял восьмую позицию в списке самых влиятельных городов мира по количеству привлеченных иностранных инвестиций, а также по состоянию экономики в целом.
Жители города имеют самый высокий средний доход на душу населения в Австралии, он составляет 42 599 USD на человека. По состоянию на 2004 год уровень безработицы составлял в городе 4,9 процента. Согласно исследованию журнала The Economist, Сидней занимает 16-е место в списке самых дорогих городов мира. Другие исследования показывают, что город находится на 15-м месте по уровню заработков его жителей. По состоянию на 20 сентября 2007 года средняя цена домов в Сиднее была самой высокой среди крупнейших австралийских городов и составляла 559 000 AUD. Сидней также имеет самый высокий средний уровень ренты в Австралии: она составляет 450 AUD в неделю.
Центральная часть города помимо большого количества офисов располагает огромным количеством торговых центров, магазинов и лавочек. Посещение магазинов, многочисленные культурные и спортивные события, архитектура, исторические места и удивительная по красоте природа города привлекает сюда многочисленных туристов как из Австралии, так и со всего мира. Согласно статистике, в 2004 году город посетили 7,8 миллионов австралийских туристов и 2,5 миллиона гостей из-за границы.

## Транспорт
В Сиднее широко развита сеть автодорог, поскольку жители города широко используют автомобили для передвижения. Существует система скоростных дорог (motorway), часть из которых платные (tollway), часть — бесплатные (freeway). Крупные дороги объединены в 10 магистралей (Metroads), которые включают в себя 110-километровую орбитальную сеть (Sydney Orbital Network).
Сидней имеет хорошо развитую сеть общественного транспорта — автобусных маршрутов, такси и поездов. В Сиднейском заливе и по реке Парраматта, впадающей в залив, курсируют пассажирские паромы.
Со 2 января 2012 года разовая стоимость проезда в автобусе в центральной части города (зона Multi-1) равна 3,5 AUD (6,1 AUD — «туда\обратно») для взрослых и соответственно 1,7 AUD и 3,0 AUD для детей. Недельный билет в этой же зоне на все виды транспорта (автобус, поезд, паром) стоит соответственно 43 AUD и 21,5 AUD без ограничения числа поездок.
В декабре 2012 года система бумажных билетов была упразднена и последние автоматы по продаже билетов были демонтированы в конце 2016 года. Введенная система бесконтактных проездных карт Opal охватила все виды транспорта. Сейчас ей можно воспользоваться для поездок на автобусе, трамвае, метро и пароме.

### Поезда
Первая железнодорожная ветка была открыта в 1855 году между Сиднеем и Парраматтой. В настоящее время поезда курсируют 20 часов в сутки по сети протяжённостью 2080 км с 306 станциями (включая загородные). Интервал движения поездов — примерно 15 минут в часы пик, в остальное время — 30 минут. В Сити и Восточных районах поезда идут под землёй. Переход на электровозы начался в 1926 году. В настоящее время весь городской железнодорожный парк электрифицирован, напряжение питания 1500 В постоянного тока. Поездами пользуются примерно 270 млн пассажиров в год.

### Метрополитен
26 мая 2019 года в Сиднее открылся первый и единственный в Австралии метрополитен с одной линией длиной 36 км с 13 станциями. Она соединяет пригороды Роуз-Хилл и Чатсвуд, а также сиднейский деловой центр и порт.

### Автобусы
Сеть автобусных маршрутов Сиднея примерно совпадает с упразднённой в настоящее время трамвайной сетью. Номер автобуса обычно представляет собой трёхзначное число, первая цифра которого, как правило, указывает на район города, где данный маршрут оперирует. Так, например, автобусы с нумерацией 3ХХ пролегают в восточных районах Сиднея, а маршруты 8ХХ — в юго-западных. Государственная компания State Transit Authority (STA), принадлежащая правительству штата Новый Южный Уэльс, управляет работой автобусных сетей Сиднея и Ньюкасла, а также работой пассажирских паромов. Автобусный парк обоих городов составляет более 2100 машин, базирующихся в 13 депо.

### Паромы
Историю первых сиднейских паромов можно проследить далеко в прошлое, во времена прибытия Первого Флота, когда уже в 1789 году ходил паром из Сиднейского Залива вверх по реке к фермерским поселениям Парраматты. Первый официальный паром был построен заключёнными и ходил под парусами и вёслами. Путешествие до Парраматты занимало примерно неделю. К 1899 году Сиднейская Паромная Компания стала крупнейшей паромной компанией в мире. Но после открытия Харбор-Бридж 19 марта 1932 года количество пассажиров резко сократилось с 30 до 13 миллионов в год.
Сейчас паромами перевозятся примерно 14 млн пассажиров ежегодно, многие из которых путешествуют не только по делам, но просто для удовольствия, особенно по выходным дням. Так в 2009—2010 годах маршрутами, идущими в район Мэнли, известный своими пляжами и аквариумом с самым длинным в мире 110-метровым подводным туннелем. Последний рекорд по продаже билетов в один день был зафиксирован 2 января 2011 года, когда было продано 94918 билетов, и почти половина из них — по маршруту в Мэнли. На сегодняшний день флот состоит из 28 паромов, соединяющих в сеть 38 пристаней, протяжённость сети — 37 км.

### Трамвай
Упразднённая нынче трамвайная сеть Сиднея была когда-то второй после Лондона по протяжённости в Британской Империи и одной из крупнейших в мире. Первая конка существовала с 1861 по 1866 год. В 1879 году появились маршруты с трамваями на паровой тяге. Электрификация путей началась в 1898 году и в 1910 была в основном завершена. Максимальной длины сеть достигла в 1923 году — 291 км (181 миля). К 1930 году парк составлял около 1600 вагонов, максимальное количество пассажиров было перевезено в 1945 году — 405 миллионов. Увеличивающаяся конкуренция со стороны личных автомобилей и автобусов, а также дорожные пробки привели к постепенному закрытию маршрутов. Последний трамвай прошел по Сиднею в 1961 году. В некоторых местах и сейчас сохранились рельсы, но старые трамваи ходят только по короткому 3,5-километровому пути от музея трамвая вглубь Королевского Национального Парка.

#### Новый трамвай
Более чем через 30 лет после закрытия последнего трамвайного маршрута, в августе 1997 года, открылся новый легкорельсовый трамвайный маршрут Metro Light Rail (не путать с метрополитеном). В 2000 и 2014 годах он продлевался и сейчас проходит от центральной железнодорожной станции (Central Station) в район Далвич Хилл (Dulwich Hill). Длина маршрута 12,8 км с 23 остановками, примерно 3,9 млн пассажиров пользуются этим маршрутом ежегодно. Существует проект постройки новой ветки от Central Station через Сити к центральной паромной пристани Circular Quay, расположенной в нескольких минутах ходьбы от Оперного театра, Королевского ботанического сада (Royal Botanic Gardens) и других туристических достопримечательностей. Строительство было начато в 2015 году. Существует также идея проложить ветки к Сиднейскому университету и Университету Нового Южного Уэльса.
- На 2025 год система имеет 4 линии (L1, L2, L3, L4), 58 остановок, 48,8 км путей, перевезено с 1997- 30 марта 2025 159,79 миллионов пассажиров[44]. 
  - Линии
- L1 - открыта в августе 1997.
- L2 -
- L3-
- L4 -строилась с 2019, 16 остановок, 12 км, открыта 20 декабря 2024[45].

## Основные достопримечательности
- Сиднейский оперный театр
- Австралийский музей — один из старейших музеев Австралии, раньше называемый Музеем Сиднея (The Sydney Museum).
- Музей «Силовая станция» (англ. Powerhouse Museum), музей науки.
- Австралийский национальный морской музей.
- Сиднейская ратуша.
- Сиднейский аквариум
- Сиднейская телебашня
- Centennial Parklands — парк в Сиднее.
- Дом на Елизабет Бей[англ.].
- Ферма Елизаветы[англ.].
- Музей Правосудия и Полиции (Justice & Police Museum)
- Дом Роус Сидлер[англ.].
- Усадьба Rouse Hill[англ.]
- Дом Meroogal
- Susannah Place Museum
- Сиднейский монетный двор
- Усадьба Vaucluse House[англ.]
- Hyde Park Barracks[англ.]
- Дом правительства[англ.]
- Мост Харбор
- Собор Девы Марии
- Пристань залива Вуллумулу
- Набережная Darling Harbour
- Пляж Bondi Beach
- Зоопарк Таронга.

## Города-побратимы
У Сиднея — 6 городов-побратимов:
- Сан-Франциско, Калифорния, США
- Нагоя, Япония
- Веллингтон, Новая Зеландия
- Портсмут, Великобритания
- Гуанчжоу, Китай
- Флоренция, Италия